# San Bartolomé de Tirajana
San Bartolomé de Tirajana és un municipi de l'illa de Gran Canària, a les illes Canàries. Comprèn els nuclis rurals de Ayacata, Ayagaures, La Plata, El Sequero Bajo, La Culata, Risco Blanco, Lomito de Taidía, Taidía Alto, Taidía, Los Moriscos, Agualatente, La Montaña Alta, La Montaña Baja, Hoya Grande, Perera, El Trejo, Ciudad de Lima, Casas Blancas, Sitios de Arriba, Sitios de Abajo, Artedara, Fataga, El Sao, Las Crucitas, El Matorral i Juan Grande.

## Població
| Any  | Població | Densitat   |
| ---- | -------- | ---------- |
| 1991 | 24.451   | -          |
| 1996 | 35.443   | -          |
| 2001 | 34.515   | 103,64/km² |
| 2002 | 43.403   | -          |
| 2003 | 45.559   | 136,76/km² |
| 2004 | 44.115   | 132,18/km² |
| 2006 | 47.922   | 143,85/km² |
| 2007 | 49.601   | 148,89/km² |